# Fort Knox

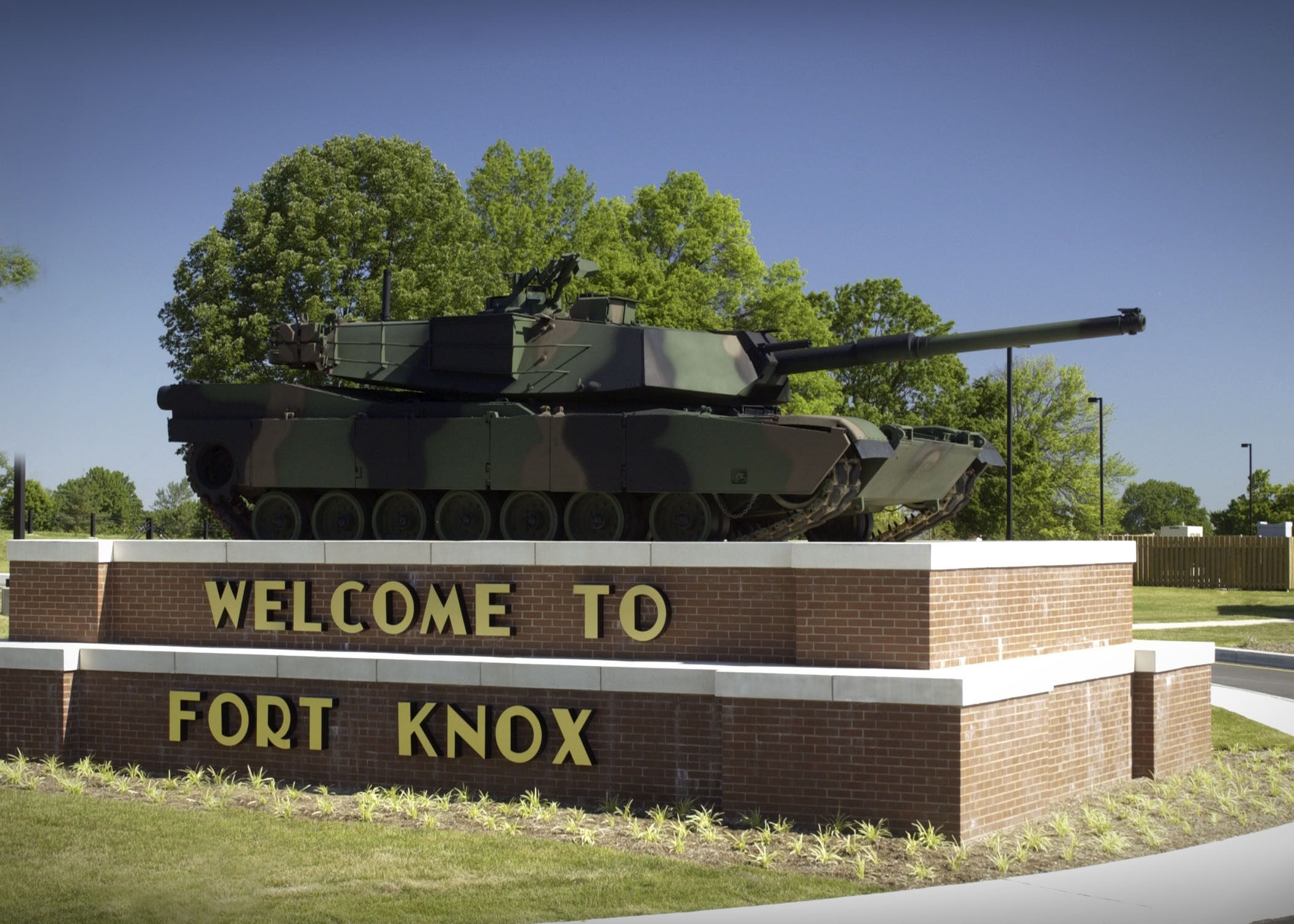
Fort Knox

Fort Knox és una base militar de l'Exèrcit dels Estats Units a l'estat de Kentucky. Les instal·lacions, de 44.000 hectàrees, cobreixen part dels comtats de Bullitt, Hardin i Meade. Actualment les instal·lacions acullen la United States Army Armor School (acadèmia d'instrucció en blindats), utilitzada tant per tripulacions de l'exèrcit com dels marines per entrenar-se en els seus tancs M1 Abrams. A més, en els seus terrenys hi ha el Museu General George Patton, que mostra la història de la cavalleria i dels blindats de l'Exèrcit dels Estats Units, així com la carrera de George Patton.